# Canthidium rufinum
Canthidium rufinum là một loài bọ cánh cứng trong họ Bọ hung (Scarabaeidae).